# Église Saint-Gangulphe de Liège
L'église Saint-Gangulphe était un édifice religieux catholique de Liège. Construite au XIIe siècle, elle servit très longtemps comme lieu de culte à l'Ordre Teutonique. Elle fut démolie puis reconstruite au XVIIIe siècle et enfin démolie au XIXe siècle.

## Situation
Elle était située dans la rue du même nom au pied pont d'Île à l'angle de la rue de la Wache.

## Historique
La fondation de cette paroisse remonte à l'année 1190 et est consacrée à Gangolf d'Avallon devenu saint Gangulphe, mort en 760. Dès le XIIIe siècle, elle est mise — comme l'église Saint-André — sous l'autorité du Grand Commandeur de l'ordre des chevaliers teutoniques de la Commanderie de Saint-André.
Les églises de Saint-André et de Saint-Gangulphe servaient au XVIe siècle une seule et même paroisse. Elles ont été de nouveau séparées au XVIIe siècle. 
L'église Saint-Gangulphe a été démolie et convertie en lieu d'habitation à cause de l'émigration du curé. Après la destruction de l'église Saint-André en 1468, elle sert à la célébration des offices de l'ordre Teutonique pendant un certain temps. Elle fut démolie et reconstruite en 1738.
Le 22 fructidor an VI (22 septembre 1798), l'église, le cimetière, et la maison pastorale de la contenance de 4 403 pieds carrés sont mis en vente. Le date 3 octobre 1798, l'ensemble est adjugé à Monsieur Forir au prix de 30 000 francs.
Sa tour qui est très petite subsistait encore en 1882 au-dessus de la maison no 51 rue Saint-Gangulphe.